# Urostrophus gallardoi
Espèce
Urostrophus gallardoi est une espèce de sauriens de la famille des Leiosauridae.

## Répartition
Cette espèce se rencontre :
- en Bolivie dans les départements de Santa Cruz et de Tarija ;
- en Argentine dans les provinces de Tucumán, de Salta, de Jujuy, de Córdoba, du Chaco, de La Rioja, de Misiones, de Santa Fe et de Santiago del Estero.

## Étymologie
Cette espèce est nommée en l'honneur de José María Alfonso Félix Gallardo.

## Publication originale
- Etheridge & Williams, 1991 : A review of the South American lizard genera Urostrophus and Anisolepis (Squamata: Iguania: Polychridae). Bulletin of the Museum of Comparative Zoology, vol. 152, no 5, p. 317-361 (texte intégral).